# C++ Builder
C++ Builder (українською вимовляється [сі-плюс-плюс бі́лдер], [сі бі́лдер]) — програмний продукт, інструмент швидкої розробки додатків (RAD), інтегроване середовище розробки (IDE), система, яка використовується програмістами для розробки програмного забезпечення на мові програмування C++.
Спочатку розроблявся компанією Borland Software, а потім її підрозділом CodeGear, який сьогодні належить компанії Embarcadero Technologies.
C++ Builder об'єднує в собі комплекс об'єктних бібліотек (STL, VCL, CLX, MFC та ін.), компілятор, зневаджувач, редактор коду та багато інших компонентів. Цикл розробки аналогічний Delphi. Більшість компонентів, розроблених в Delphi, можна використовувати і в C++ Builder без модифікації, але зворотнє твердження не правильне.

## Історія
C++Builder спочатку створювався тільки для платформи Microsoft Windows. Пізні версії, які містили крос-платформову компонентну бібліотеку Borland, підтримують і Windows, і Linux.
В 2003 році Borland випустила C++BuilderX (CBX), написаний за допомогою тієї ж інфраструктури, що і JBuilder, який при цьому був мало схожим на C++ Builder або Delphi. Цей продукт призначався для розробки великих програм для великих компаній, але комерційного успіху не мав. В кінці 2004 року Borland оголосила, що продовжить розвиток класичного C++ Builder і об'єднає його з середовищем розробки Delphi, припинивши, таким чином, розробку C++ BuilderX. Приблизно через рік після цього оголошення, Borland випустила Borland Developer Studio 2006, який включав у себе Borland C++Builder 2006, що пропонував покращене керування конфігурацією та зневадженням. Borland Developer Studio 2006 — єдиний повноцінний комплект, який містив Delphi, C++ Builder та C# Builder.
В 2007 році CodeGear випустила C++Builder 2007, в якому реалізувала повну підтримку API Microsoft Windows Vista, збільшила повноту відповідності стандарту ANSI C++, збільшила швидкість компіляції і збірки до 500 %, включила підтримку MSBuild, архітектур баз даних DBX4 і «VCL для Web», які підтримують AJAX. Підтримка API Microsoft Windows Vista включила в себе додатки, з самого початку оформлені в стилі Vista, і природну підтримку VCL для Aero та Vista Desktop. CodeGear RAD Studio 2007 містить C++Builder 2007 і Delphi. Також в 2007 році CodeGear «воскресила» марку «Turbo» і випустила дві «Turbo» версії C++ Builder: Turbo C++ Professional і Turbo C++ Explorer (безкоштовний), які базуються на Borland C++ Builder 2006.
В кінці 2008 року компанія CodeGear випустила нову версію RAD Studio, в яку увійшли Delphi 2009 і C++ Builder 2009. В 2009 році у складі RAD Studio вийшов C++Builder 2010.
Раніше повідомлялося, що наступна версія, CodeGear C++ Builder (кодове ім'я «Commodore»), буде мати підтримку x86-64 і можливість створювати машинний x86-64 код. Однак в 2010 році у складі RAD Studio XE включена версія C++ Builder XE без цієї функціональності.
В 2012 році Embarcadero випустила C++ Builder XE3, сумісний з Windows 8. В 2013 році був випущений C++ Builder XE4.

## Список випусків
Короткі відомості про версії продукту:
| Рік               | Версія                   |
| ----------------- | ------------------------ |
| 1997              | 1                        |
| 1998              | 3                        |
| 1999              | 4 (випущений як Inprise) |
| 2000              | 5                        |
| 2002              | 6                        |
| 2003              | X                        |
| 2005              | 2006                     |
| 2007              | 2007 (v11)               |
| Вересень 2008     | 2009 (v12)               |
| 25 серпня 2009    | 2010 (v14)               |
| 2010              | XE                       |
| 2011              | XE2                      |
| 2012              | XE3                      |
| Квітень 2013      | XE4                      |
| Вересень 2013     | XE5                      |
| Квітень 2014      | XE6                      |
| Вересень 2014     | XE7                      |
| Квітень 2015      | ХЕ8                      |
| 31 серпня 2015 р. | 10 Seattle               |